# Puli
Ne doit pas être confondu avec le pumi.

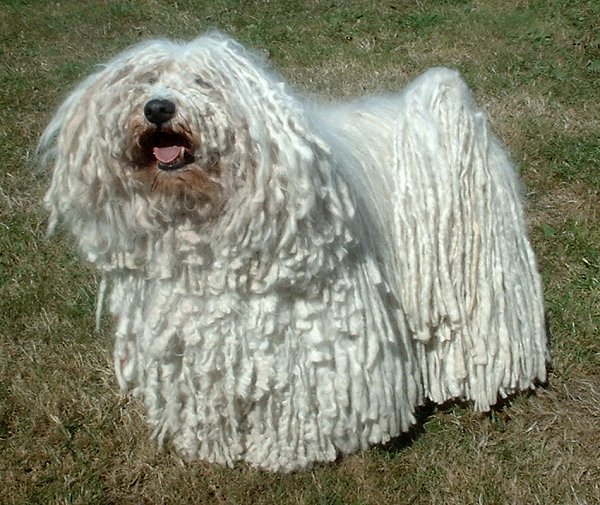
Un Puli blanc.

Le puli hongrois, plus communément appelé puli, est le plus poilu de tous les chiens. Il dispose de deux couches de poils : l'une est un sous-poil doux et laineux, l'autre un pelage long et rugueux. Ces deux manteaux s'entremêlent pour former des torsades. Les boucles serrées sont semblables à des dreadlocks. Haut de 40 cm et pesant 10 kilos, le puli est originaire d'Asie mais il gagne la Hongrie vers la fin du Xe siècle avec les hordes de Magyars qui en font un chien de berger. Futé, le puli (poulik au pluriel), sautait, dit-on, sur le râble des moutons vagabonds pour les inciter à rentrer au bercail. 
En dépit de son apparence avec son épais manteau, le puli est très rapide, agile et capable de changer de direction instantanément. C'est un chien intelligent. Il est dévoué à son maître. Traditionnellement ils sont utilisés pour garder le bétail et les troupeaux. Ils sont très protecteurs envers leur maître et leur environnement. Le puli peut tout aussi bien être amusant, sensible que déterminé et sûr de lui. Vif et malicieux mais jamais servile envers son maître, le Puli demeure un excellent gardien, il aboie et prévient des bruits et des passages. En Hongrie, ces chiens sont utilisés par la police.
Les couleurs principales du puli sont le noir, puis le blanc, le gris et le maszkos fakó (« terne à masque »).
En 2011, sous le gouvernement de Viktor Orbán a été adoptée en Hongrie une taxe sur les chiens dont le Puli est exempté au motif d'être « de race hongroise », au sens de la Grande Hongrie,.
La popularité de cette race de chiens a bondi fin 2015 lorsque Mark Zuckerberg, le créateur de Facebook, a posté quelques photos du puli qu'il venait d'acquérir. Ce puli à poil blanc nommé Beast a un compte Facebook suivi par plus de 2 millions de personnes en 2016.
Un chien similaire mais beaucoup plus grand, lui aussi d'origine hongroise, est le Komondor.